# Лукас Мелано
Лукас Сантьяго Мелано (ісп. Lucas Santiago Melano нар 1 березня 1993, Кордова, Аргентина) — аргентинський футболіст, нападник клубу «Сан-Лоренсо».

## Клубна кар'єра

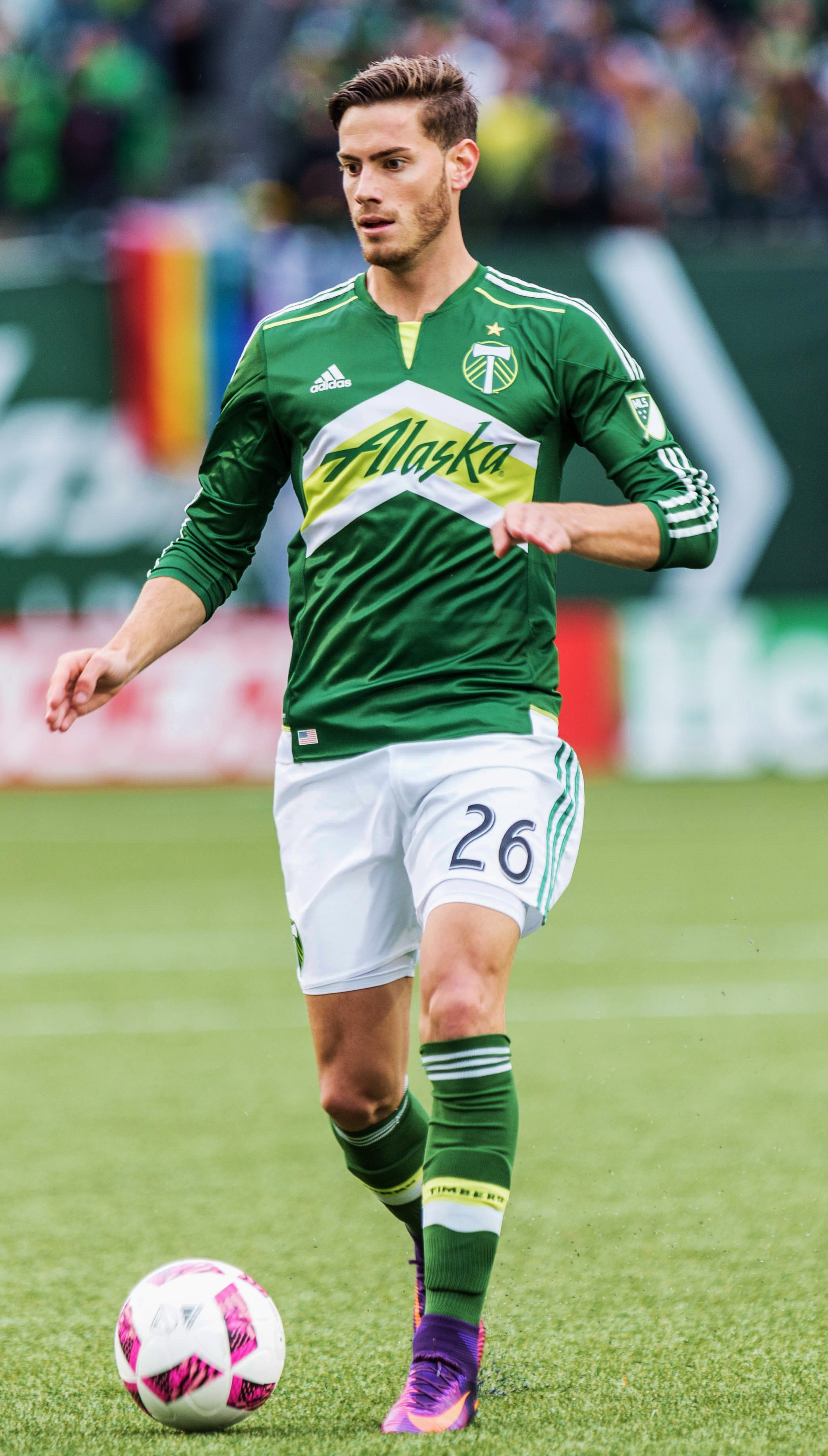
Мелано в складі «Портленд Тімберз»

Вихованець футбольної академії клубу «Бельграно». 18 березня 2012 року в матчі проти «Індепендьєнте» він дебютував в аргентинській Прімері. 16 червня в поєдинку проти «Банфілда» Лукас зробив «дубль» і допоміг своїй команді здобути перемогу. У сезоні Апертури 2012/13 Лукас став основним нападником «Бельгано», взявши участь у всіх 19 матчах турніру. У матчах нового сезону проти «Рівер Плейта» і «Індепендьєнте» голи Мелано допомогли його команді здобути важливі перемоги.
Влітку 2013 року Лукас перейшов в «Ланус». Сума трансферу склала 1,5 млн євро. 4 серпня в поєдинку проти «Бельграно» він дебютував за нову команду. 13 вересня в матчі проти «Аргентінос Хуніорс» Мелано забив свій перший гол за «Ланус».
17 липня 2015 року Лукас перейшов в клуб MLS «Портленд Тімберз», підписавши контракт за правилом призначеного гравця. Сума трансферу склала $ 5 млн. Термін контракту — чотири роки (з опцією продовження ще на один рік). Зарплата гравця — близько $ 1 млн на рік . У головній лізі США він дебютував 25 липня в матчі проти «Далласа», замінивши в другому таймі Родні Волласа. 21 серпня в поєдинку проти «Х'юстон Динамо» Мелано забив свій перший гол за «дроворубів». 29 листопада в матчі-відповіді фіналу Західної конференції проти «Далласа» Лукас забив гол. 6 грудня у фіналі сезону проти «Коламбус Крю» він віддав передачу на переможний гол Родні Волласа і допоміг «Портленд Тімберс» вперше в історії виграти Кубок MLS. 9 січня 2017 року Мелано на правах оренди повернувся в «Бельграно» .
Влітку 2017 року Лукас був відданий в оренду в «Естудіантес». 29 серпня в матчі проти «Арсеналу» з Саранді він дебютував за нову команду. У цьому ж поєдинку крейди забив свій перший гол за «Естудіантес».
9 серпня 2018 року Мелано повернувся в «Портленд Тімберс», де провів ще один рік, після чого 16 липня 2019 року розірвав контракт за взаємною згодою сторін .
26 липня 2019 року Мелано повернувся в Аргентину, підписавши контракт з «Атлетіко Тукуман», а з початку 2021 року став виступати за «Сан-Лоренсо».

## Міжнародна кар'єра
У 2013 році Мелано в складі молодіжної збірної Аргентини взяв участь в домашньому молодіжному чемпіонаті Південної Америки. На турнірі він зіграв в матчах проти збірних Чилі, Парагваю і Болівії і забив 1 гол, а його команда не вийшла з групи.

## Досягнення
- Володар Південноамериканського кубка: 2013
- Володар Кубка MLS: 2015